# Parafia Matki Bożej Anielskiej w Monkiniach
Parafia pw. Matki Bożej Anielskiej w Monkiniach – rzymskokatolicka parafia leżąca w dekanacie Augustów – Matki Bożej Królowej Polski, należącym do diecezji ełckiej. Erygowana w 1925.